# Mainbrücke Bergrheinfeld
Die Mainbrücke Bergrheinfeld ist eine Straßenbrücke, die zwischen Bergrheinfeld und Grafenrheinfeld in Unterfranken bei Flusskilometer 326,92 den Main überspannt. Das Bauwerk besitzt zwei Fahrstreifen sowie beidseitig Geh- und oberstromseitig einen Radweg.

## Geschichte

### Fähre
Seit 1853 verkehrte eine Fähre bei Bergrheinfeld über den Main. Sie wurde von einem Fährer im Fährhaus auf der Bergrheinfelder Mainseite, neben der Gaststätte Mainlust, bedient. Sie war jedoch weder bei niedrigem Wasserstand noch bei Hochwasser, Eisgang oder Sturm einsatzfähig.

### Erste Brücke
Nachdem mehrere Eingaben der Gemeinden Berg- und Grafenrheinfeld an die bayerische Staatsregierung zur Errichtung einer Brücke erfolglos blieben, entschlossen sich beide Gemeinden für den Bau in Eigeninitiative. 

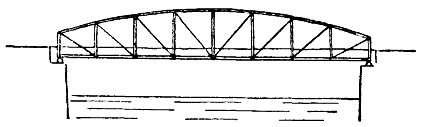
Halbparabelträger

1901 wurde die erste feste Mainquerung dem Verkehr übergeben. Die Brücke besaß über dem Main eine Hauptöffnung, die aus beidseitigen eisernen Halbparabelträgern mit unten liegender Fahrbahn bestand. Zwei Nebenöffnungen auf Bergrheinfelder und vier auf Grafenrheinfelder Seite bestanden aus gemauerten Bogen.
Eine Brückenzollordnung legte die Nutzungsgebühren fest, die vom Zöllner im Zollhaus auf Bergrheinfelder Seite eingehoben wurden. Das Landratsamt Schweinfurt hob den Zoll 1941 auf.

### Notbrücke
Am 8. April 1945 wurde die Brücke durch ein Einsatzkommando der Wehrmacht gesprengt und im Dezember gleichen Jahres durch eine Notbrücke ersetzt. Für sie wurde nochmals bis 1948 Zoll erhoben.

### Zweite Brücke
1959/60 wurde eine Spannbetonbrücke mit vier Öffnungen und Stützweiten von 47 m in der Mitte sowie 40 m in den Randfeldern gebaut. Zwei Pfeiler waren im Main angeordnet. Die Brücke hatte in Längsrichtung den Durchlaufträger mit konstanter Konstruktionshöhe als Bauwerkssystem. In Querrichtung war ein Hohlkastenquerschnitt vorhanden. 1997 wurde wegen ermüdungsbruchgefährdeter Spannglieder das zulässige Gesamtgewicht der Kraftfahrzeuge auf 10 Tonnen beschränkt.

## Heutige Brücke
Mit einer Fahrbahnbreite von 7,50 Meter, dem nördlichen Geh- und Radweg von 3 Meter Breite sowie dem südlichen Gehweg von 2 Meter Breite bietet die Brücke mehr Sicherheit für Autofahrer, Radfahrer und Fußgänger.  Außerdem sind keine Pfeiler mehr im Schifffahrtsprofil vorhanden.

### PPP-Projekt

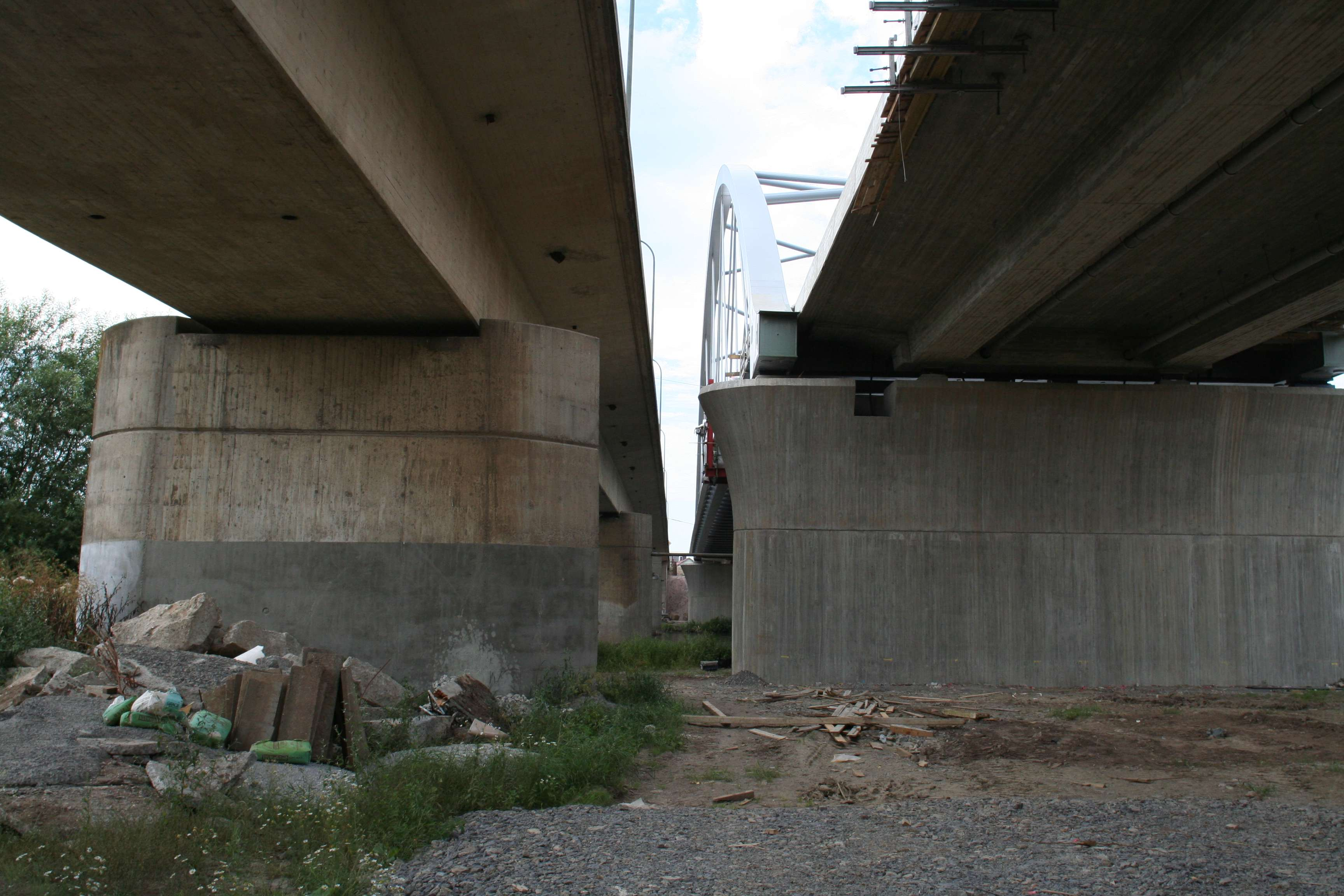
Links Brücke von 1960 und rechts (noch im Bau) Brücke von 2009

Im Rahmen eines PPP-Projektes errichtete der Freistaat Bayern als Ersatzneubau in den Jahren 2008/2009 eine Stabbogenbrücke, die am 18. September 2009 eingeweiht wurde. Die Investitionskosten in Höhe von rund 11 Millionen Euro setzten sich aus 8,8 Millionen Baukosten, 1,45 Millionen Finanzierungskosten und 0,53 Millionen Unterhaltskosten (in den nächsten 25 Jahren) zusammen. Davon brachten 4,6 Millionen Euro die Wasser- und Schifffahrtsverwaltung des Bundes und 130 Tausend Bergrheinfeld und Grafenrheinfeld auf. Den Rest in Höhe von 6,2 Millionen Euro trug der Freistaat Bayern. Die Finanzierung, den Bau und den Unterhalt übernahm für 25 Jahre das Bauunternehmen, der bayerische Staat bezahlte seinen Anteil in zehn Jahresraten, ab Fertigstellung des Bauvorhabens. 

### Konstruktion
Der 183 m lange Brückenzug besteht aus einer westlichen Vorlandbrücke mit 16,4 m Stützweite, einer östlichen Vorlandbrücke mit zwei Öffnungen und jeweils 27,8 m Stützweite sowie der 109,5 m weit spannenden Strombrücke. 

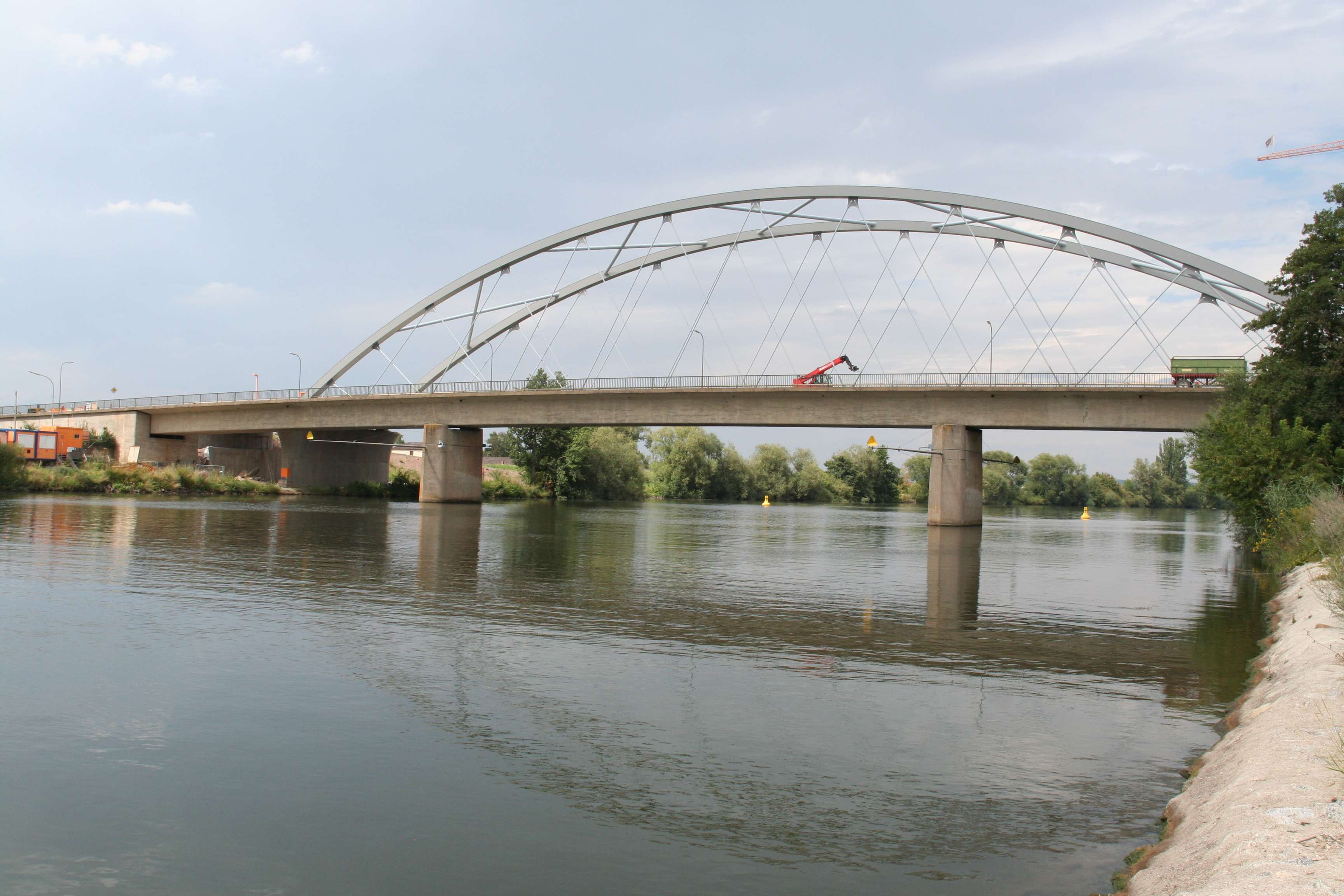
Mainbrücke von 1960 vor der neuen Stabbogenbrücke

Gegründet ist das Bauwerk auf Bohrpfählen mit 1,2 m Durchmesser. Die Vorlandbrücken sind Spannbetonkonstruktionen mit einem zweistegigen Plattenbalkenquerschnitt.
Die Strombrücke besteht aus einer stählernen Stabbogenbrückenkonstruktion. Allerdings sind die Hänger nicht wie üblich senkrecht, sondern schräg und gekreuzt angeordnet. Dieser Brückentyp wird auch nach dem Erfinder Nielsenbrücke genannt und kommt Anfang des 21. Jahrhunderts bei neuen Mainbrücken in Bayern öfters zur Anwendung. Die Fahrbahnplatte ist als rund 2,2 m hohe Verbundkonstruktion mit Querträgern im Abstand von rund 2,7 m ausgeführt. Die Brücke weist bei einer Gesamtbreite von 16,2 m eine Bogenstichhöhe von 17 m auf. Die beidseitig angeordneten Bögen besitzen eine konstante Breite von 1,2 m, die Höhe beträgt 1,0 m.
Den Bau der Brücke übernahm die Adam Hörnig Baugesellschaft. Die Montage der Hauptbrücke erfolgte am Grafenrheinfelder Ufer. Danach wurde die Konstruktion mit rund 1000 t Masse am 31. Januar 2009 in ihre endgültige Lage eingeschoben. Dazu wurden selbstfahrende Plattformwagen sowie ein Ponton mit Abmessungen von 60 m Länge und 23 m Breite eingesetzt. Zur Herstellung der Stahlbetonfahrbahnplatte wurden 9 cm dicke Halbfertigteilplatten mit Ortbetonergänzung verwendet.